# Загорье (Луганская область)
Загорье (укр. Загір'я) — село, относится к Троицкому району Луганской области Украины.
Население по переписи 2001 года составляло 87 человек. Почтовый индекс — 92122. Телефонный код — 6456. Занимает площадь 11 км². Код КОАТУУ — 4425481502.

## Местный совет
92121, Луганська обл., Троїцький р-н, с. Воєводське, вул. Шевченка, 3а  (укр.)